# Sierra Maestra (gruppo musicale)
Sierra Maestra è uno dei più noti e apprezzati gruppi musicali di son. Venne fondato nel 1976 da nove giovani musicisti con l'intento di rilanciare la musica tradizionale cubana dei gloriosi anni 1920 e 1930 che rischiava di essere dimenticata. In un momento in cui altri generi musicali monopolizzavano il panorama musicale dell'isola, i Sierra Maestra misero in scena un ottimo repertorio di sones, boleros, rumba e guarachas, utilizzando la stessa combinazione di strumenti dei vecchi gruppi cubani come tres, güiro, claves, chitarra, tromba e bongo, batà, cowbell con aggiunta di congas e maracas e la sostituzione della kalimba con il basso elettrico.
Il gruppo prende il nome della catena montuosa più importante di Cuba, luogo che costituisce uno dei più incontaminati ambienti naturali del paese e degno di rilevanza storica per aver dato rifugio ai guerriglieri che parteciparono alla prima guerra d'indipendenza contro gli spagnoli nel 1868 e, nel 1959, alla Rivoluzione cubana.
Il suo leader, Juan de Marcos González, è anche l'artefice della realizzazione dei due più importanti progetti di riscoperta della musica tradizionale cubana: l'Afro-Cuban All Stars ed il Buena Vista Social Club.

## Storia del gruppo
La prima apparizione avviene nel 1976 all'Università di L'Avana; nello stesso anno, e per i tre successivi, vincono il primo premio al Festival Annuale delle Università Cubane. 
Nel 1978 i Sierra Maestra rappresentano Cuba al Festival Mondiale della Gioventù e degli Studenti. Nel 1981 effettuano la loro prima registrazione incidendo il singolo intitolato Sierra Maestra llegó con il guanajo relleno che ebbe un grande successo di vendite tanto da ottenere il disco d'argento; lo stesso anno appaiono per la prima volta all'estero con un concerto live in Nicaragua. L'anno seguente registrano il secondo singolo Y son así, vincono il premio Girasole come gruppo più popolare dell'anno e proseguono con le esibizioni all'estero, ancora in Nicaragua e poi in Angola.
Nel 1983 il gruppo riceve il Premio Benny Moré per la migliore musica da ballo popolare; partecipa inoltre al 4º Festival della Canzone svoltosi a Helsinki. In quella stessa tournée si esibiscono in Svezia, Francia e Spagna. Sempre nel 1983 registrano la colonna sonora della serie TV cubana "Las Impuras" e la loro canzone dal titolo Un rumberos los de Belén verrà utilizzata come colonna sonora del film di Robert Redford The Milagro Beanfield War.
Nel 1994, durante il loro tour europeo, registrano per la World Circuit Records di Londra Dundunbanza, un'elegante raccolta di brani di Arsenio Rodríguez.
Nel 2000 partecipano al film documentario franco-spagnolo Salsa sceneggiato da Jean-Claude Carrière e diretto da Joyce Buñuel (distribuzione Universal Studios).
Il gruppo Sierra Maestra ha decisamente contribuito a salvare dall'estinzione il son, cioè lo stile musicale originario di altri molto popolari come il mambo, il cha-cha-cha e la salsa; grazie a ciò vi sono oggi a Santiago di Cuba circa 40 gruppi che si dedicano esclusivamente a riproporre il son e gli altri stili musicali tradizionali cubani.
I Sierra Maestra continuano a fare tournée in tutto il mondo: dall'Europa all'Africa, all'Asia, agli Stati Uniti d'America. Sono inoltre già apparsi in oltre quaranta compilazioni.

## Formazione del 1994
- Jesús Alemany: tromba
- Luis Barzaga: voce, cowbell
- Carlos González: bongo, congas, batà, cowbell
- Juan de Marcos González: voce, tres
- Eduardo Himely: basso
- Carlos Puisseauc: güiro
- José Antonio Rodriguez: voce, tres, chitarra
- Alejandro Suárez: voce, claves
- Alberto "Virgilio" Valdés: voce, maracas

## Formazione del 2004
- Luis Barzaga: voce, claves
- Oslén Ceballo Brian: tromba
- Eduardo Himely: chitarra basso, chitarra acustica, percussioni
- Eduardo Ñiquito "Rico": percussioni
- Carlos Puisseaux: güiro
- Emilio Ramos: tres
- José Antonio "Maceito" Rodriguez: voce, chitarra
- Alejandro Suàrez: percussioni, direttore generale
- Alberto "Virgilio" Valdés: voce, maracas

## Discografia
- 1987, Sonerito (EGREM)
- 1988, Grupo Sierra Maestra (EGREM)
- 1991, Rumberos De La Havana (EGREM)
- 1992, Criolla Carabalí  (EGREM)
- 1993, Son Highlights from Cuba  (Wergo)
- 1994, Dundunbanza!,  (World Circuit)
- 1994, Con Salon a Cuba (EGREM)
- 1994, Viaje A La Semilla (EGREM)
- 1997, Tibiri Tabara (World Circuit/Nonesuch)
- 2000, Salsa! (Universal Music)
- 2004, Rumbero Soy (Riverboat/World Music Network)
- 2004, Rumbero Remixes (Riverboat/World Music Network)
- 2005, Son: soul of a nation (Riverboat/World Music Network)

## Discografia dettagliata
- 2005, Son: soul of a nation

1. El Son No Puede Faltar - 2:47
2. Al Vaiven De Mi Carreta - 3:32
3. Santa Isabel De Las Lajas - 3:19
4. Ausencia/Aurora/Se Fue/La Mora - 4:17
5. Bruca Manigua - 4:34
6. A La Loma De Belen - 3:21
7. Pa' Quien Un Pollito (Version Libre) 3:20
8. El Paso Franco-Bardo - 3:52
9. No Hay Como Mi Son (Mi Son, Mi Son, Mi Son) - 2:59
10. Si Me Pudieras Querer - 3:13
11. Suavecito - 3:00
12. Olvido - 2:56
13. La Yuca De Casimiro (Dile A Catalina) - 3:29
14. El Son Es Para Siempre - 2:45